# Erhvervspolitik
Erhvervspolitik er et politisk instrument, der sigter på at påvirke et lands erhvervsklima og derigennem konkurrenceevne. Erhvervspolitik kan eksempelvis fokusere på innovation, iværksætteri, eksport, uddannelse, forskning, miljø og infrastruktur. Til at kaste lys over et lands erhvervsklima kan modeller som Porters diamant og en SWOT-analyse benyttes.
Af andre makroøkonomiske-politikker kan nævnes finanspolitik, pengepolitik, indkomstpolitik og valutapolitik.